# Parantica melusine
Parantica melusine är en fjärilsart som beskrevs av Grose-smith 1894. Parantica melusine ingår i släktet Parantica och familjen praktfjärilar. Inga underarter finns listade i Catalogue of Life.